# 베드퍼드공작밭쥐
베드퍼드공작밭쥐(Proedromys bedfordi)는 비단털쥐과에 속하는 설치류의 일종이다. 중국 중부의 산악 지역에서만 발견된다. 희귀종으로 국제 자연 보전 연맹(IUCN)이 보전 등급을 "취약종"으로 분류하고 있다.

## 특징
베드퍼드공작밭쥐의 머리부터 몸까지 길이는 75mm와 100mm 사이이고, 꼬리 길이는 14~15mm이다. 등 쪽의 털은 길고 중간 갈색의 탁한 색을 띠고 하체는 희끄무레한 회색이다. 앞발과 뒷발 모두 윗면은 희끄무레하고 꼬리의 윗면은 갈색 아래는 희끄무레한 색으로 두 가지 색을 띤다. 두개골은 견고하고, 넓은 앞니는 뒤로 젗혀져 있으며 바깥 표면에 홈을 갖고 있고 어금니는 뿌리가 없이 일생동안 계속해서 자란다.

## 분포 및 서식지
베드퍼드공작밭쥐는 희귀종으로 중국의 세 군데 모식 산지에서만 알려져 있다. 두 곳은 간쑤성 남부와 쓰촨성 북부이고, 나머지는 2003년 베드퍼드공작밭쥐가 처음 발견된 주자이거우 풍경구이다. 숲에서 사는 종으로 해발 2440m와 2550m 사이에서 발견된다. 한때 화석화된 잔해에서 알려지기도 했으며, 현재보다는 플라이스토세(홍적세 또는 갱신세) 시기에 더 풍부했던 것으로 보인다.

## 보전 상태
전체 개체군의 크기, 개체수 추이 그리고 차지하고 있는 지역의 면적 등 거의 알려져 있지 않다. 분포 지역 면적을 20000 km2 이하로 추정하고 있다. 직면해 있는 위협은 벌목 또는 경작지 전환을 위한 산악 서식지의 파괴이다. 분포 면적이 작고, 다른 요인들 때문에 국제 자연 보전 연맹(IUCN)이 보전 등급을 "취약종"으로 지정하고 있다.